# سیارک ۱۰۱۸
سیارک ۱۰۱۸ (به انگلیسی: 1018 Arnolda، نامگذاری:1924QM) هزار و هجدهمین سیارک کشف شده‌است که در ۳ مارس ۱۹۲۴ و در هایدلبرگ کشف شد.
قدر مطلق سیارک برابر ۱۰٫۶۲ است.